# 496
496 (CDXCVI) fue un año bisiesto comenzado en lunes del calendario juliano, en vigor en aquella fecha.
En el Imperio romano, el año fue nombrado el del consulado de Paulo sin colega, o menos comúnmente, como el 1249 Ab Urbe condita, adquiriendo su denominación como 496 a principios de la Edad Media, al establecerse el anno Domini.

## Acontecimientos
- Anastasio II sucede a Gelasio I.
- El rey franco Clodoveo I se convierte al Catolicismo.
- Incursiones visigodas desde la Galia a Hispania.[1] Revuelta de Burdunellus en el Valle del Ebro.
- Batalla de Tolbiac, cerca de París, entre francos y alamanes, con la victoria de los primeros.
- Los alamanes se convierten en vasallos de los ostrogodos para pedir protección de los ataques francos.

## Fallecimientos
- 21 de noviembre: Gelasio I, papa.
- Burdunellus, usurpador romano.
- Guntamundo, rey de vándalos y alanos.